# واشبورن (ميزوري)
واشبورن (بالإنجليزية: Washburn city, Missouri)‏ هي مدينة تقع بولاية ميزوري في الولايات المتحدة. تبلغ مساحتها 2.32 كم2، وترتفع عن سطح البحر 447.14160000000004 م، بلغ عدد سكانها 435 نسمة في عام 2010 حسب إحصاء مكتب تعداد الولايات المتحدة وتصل الكثافة السكانية فيها 187.5 نسمة لكل كيلومتر مربع (485.6/ميل2).

## التركيبة السكانية
حدّد مكتب تعداد الولايات المتحدة بيانات التركيبة السكانية لواشبورن في تعداد الولايات المتحدة. في ما يلي، التركيبة السكانية حسب تعدادي 2000 و2010.

### تعداد عام 2000
بلغ عدد سكان واشبورن 448 نسمة بحسب تعداد عام 2000، وبلغ عدد الأسر 175 أسرة وعدد العائلات 122 عائلة مقيمة في المدينة. في حين سجلت الكثافة السكانية 193.1 نسمة لكل كيلومتر مربع (500.1/ميل2). وبلغ عدد الوحدات السكنية 186 وحدة بمتوسط كثافة قدره 80.2 لكل كيلومتر مربع (207.7/ميل2).
وتوزع التركيب العرقي للمدينة بنسبة 96.43% من البيض و2.23% من الأمريكيين الأصليين و0.22% من الأعراق الأخرى و1.12% من عرقين مختلطين أو أكثر و2.01% من الهسبانيون أو اللاتينيون من أي عرق.
بلغ عدد الأسر 175 أسرة كانت نسبة 42.3% منها لديها أطفال تحت سن الثامنة عشر تعيش معهم، وبلغت نسبة الأزواج القاطنين مع بعضهم البعض 49.1% من أصل المجموع الكلي للأسر، ونسبة 16% من الأسر كان لديها معيلات من الإناث دون وجود شريك، بينما كانت نسبة 4.6% من الأسر لديها معيلون من الذكور دون وجود شريكة وكانت نسبة 30.3% من غير العائلات. تألفت نسبة 26.9% من أصل جميع الأسر من عدة أفراد يعيشون في نفس المنزل ونسبة 14.3% كانت تتألف من شخص يعيش بمفرده يبلغ من العمر 65 عاماً أو أكثر. وبلغ متوسط حجم الأسرة المعيشية 2.56، أما متوسط حجم العائلات فبلغ 3.01.
بلغ العمر الوسطي للسكان 32.9 عاماً. وكانت نسبة 29% من القاطنين تحت سن الثامنة عشر، وكانت نسبة 10.3% بين الثامنة عشر والرابعة والعشرين عاماً، ونسبة 29.7% كانت واقعةً في الفئة العمرية ما بين الخامسة والعشرين والرابعة والأربعين عاماً، ونسبة 17.4% كانت ما بين الخامسة والأربعين والرابعة والستين، ونسبة 13.6% كانت ضمن فئة الخامسة والستين عاماً فما فوق. يوجد لكل 100 أنثى 88.2 ذكر، ويوجد لكل 100 أنثى في الثامنة عشر من عمرها فما فوق 78.7 ذكر.
بلغ متوسط دخل الأسرة في المدينة 27,417 دولارًا، أما متوسط دخل العائلة فبلغ 29,792 دولارًا. وكان متوسط دخل الذكور 22,917 دولارًا مقابل 20,167 دولارًا للإناث. وسجل دخل الفرد الخاص بالمدينة 12,401 دولارًا. وكانت نسبة 10.4% من العائلات ونسبة 13.7% من السكان تحت خط الفقر، وكان من هؤلاء نسبة 19.5% تحت سن الثامنة عشر ونسبة 20% في الخامسة والستين من العمر وما فوق.

### تعداد عام 2010
بلغ عدد سكان واشبورن 435 نسمة بحسب تعداد عام 2010، وبلغ عدد الأسر 178 أسرة وعدد العائلات 110 عائلة مقيمة في المدينة. في حين سجلت الكثافة السكانية 187.5 نسمة لكل كيلومتر مربع (485.6/ميل2). وبلغ عدد الوحدات السكنية 203 وحدة بمتوسط كثافة قدره 87.5 لكل كيلومتر مربع (226.6/ميل2).
وتوزع التركيب العرقي للمدينة بنسبة 94.02% من البيض و0.92% من الأمريكيين الأصليين و0.23% من سكان جزر المحيط الهادئ و0.23% من الأعراق الأخرى و4.60% من عرقين مختلطين أو أكثر و4.60% من الهسبانيون أو اللاتينيون من أي عرق.
بلغ عدد الأسر 178 أسرة كانت نسبة 34.8% منها لديها أطفال تحت سن الثامنة عشر تعيش معهم، وبلغت نسبة الأزواج القاطنين مع بعضهم البعض 43.8% من أصل المجموع الكلي للأسر، ونسبة 11.2% من الأسر كان لديها معيلات من الإناث دون وجود شريك، بينما كانت نسبة 6.7% من الأسر لديها معيلون من الذكور دون وجود شريكة وكانت نسبة 38.2% من غير العائلات. تألفت نسبة 28.7% من أصل جميع الأسر من عدة أفراد يعيشون في نفس المنزل ونسبة 11.2% كانت تتألف من شخص يعيش بمفرده يبلغ من العمر 65 عاماً أو أكثر. وبلغ متوسط حجم الأسرة المعيشية 2.44، أما متوسط حجم العائلات فبلغ 3.05.
بلغ العمر الوسطي للسكان 33.1 عاماً. وكانت نسبة 24.8% من القاطنين تحت سن الثامنة عشر، وكانت نسبة 14.3% بين الثامنة عشر والرابعة والعشرين عاماً، ونسبة 24.1% كانت واقعةً في الفئة العمرية ما بين الخامسة والعشرين والرابعة والأربعين عاماً، ونسبة 25.7% كانت ما بين الخامسة والأربعين والرابعة والستين، ونسبة 11% كانت ضمن فئة الخامسة والستين عاماً فما فوق. وتوزع التركيب الجنسي للسكان بنسبة 47.6% ذكور و52.4% إناث.